# 復仇 (2002年電影)
，是韓國導演朴贊郁《復仇三部曲》的第一部電影作品，由宋康昊、申河均及裴斗娜主演，2002年3月29日在韓國上映。

## 劇情介紹
天生聾啞的柳和姊姊相依為命，除了姐姐以外，在啟聰學校認識的英美是唯一的朋友。柳的姊姊因為生病需要換腎，為了挽救姊姊的生命，深處絕境的柳只好綁架工廠老闆東鎮的女兒侑善。

## 演員陣容

### 主要人物
- 宋康昊 飾演 東鎮
- 申河均 飾演 柳
- 裴斗娜 飾演 車英美

### 其他人物
- 林志恩 飾演 柳的姊姊
- 韓寶貝 飾演 侑善
- 李對淵 飾演 崔班長
- 奇周峯 飾演 平記者
- 金世東 飾演 社長
- 柳承範 飾演 大腦損傷的青年
- 池大漢 飾演 池警官
- 許宗秀 飾演 許警官
- 朴宰雄 飾演 男子2
- 丁奎秀 飾演 醫生1
- 李錦姬 飾演 電台DJ
- 柳承完 飾演 中餐廳送餐員
- 李管熙 飾演 東鎮的前妻
- 鄭在詠 飾演 前妻的丈夫
- 金益泰 飾演 勞工1
- 吳光祿 飾演 勞工2
- 申正根 飾演 勞工3
- 李桂榮 飾演 勞工4
- 崔雅羅 飾演 社長的女兒
- 朴贊郁 飾演 鄉下巴士乘客

## 獎項榮譽
2002年：第1届大韩民国电影大奖
- 最佳剪辑（金尚范）
- 最佳摄影（金炳日）
- 最佳灯光（朴铉元）

2002年：第3届釜山影评人协会奖
- 最佳电影
- 最佳导演（朴赞郁）

2002年：第10届春史電影獎
- 最佳配乐（Uhuhboo Project）
- 最佳剪辑（金尚范）

2002年：第5届韩国导演选择奖
- 年度最佳导演（朴赞郁）

2002年：韩国电影评论家协会奖
- 最佳导演（朴赞郁）
- 最佳剧本（朴赞郁）

2003年：第16届東京國際電影節
- 特别提及奖

## 相關作品
美國翻拍版本預計由《天堂此時》的漢尼·阿布·阿薩德導演執導。

## 外部連結
- Daum上《我要復仇》的資料

- 韩国电影数据库（KMDb）上《我要復仇》的資料
- 互联网电影数据库（IMDb）上《我要復仇》的资料（英文）
- 豆瓣电影上《我要復仇》的資料 （简体中文）
- Yahoo奇摩電影上《我要復仇》的資料（繁體中文）
- 開眼電影網上《我要復仇》的資料（繁體中文）
- Box Office Mojo上《我要復仇》的資料（英文）
- 爛番茄上《我要復仇》的資料（英文）